# Liberty Tower (Nueva York)
La Liberty Tower, anteriormente Sinclair Oil Building, es un edificio residencial de 33 pisos en el Distrito Financiero de Manhattan en Nueva York (Estados Unidos). Está en 55 Liberty Street en la esquina noroeste con Nassau Street. Fue construido entre 1909 y 1910 como un edificio de oficinas comerciales y fue diseñado por Henry Ives Cobb en un estilo neogótico.
El sitio colinda con el edificio de la Cámara de Comercio de Nueva York, mientras que el edificio del Banco de la Reserva Federal de Nueva York está al este, al otro lado de Nassau Street. Tras su finalización, se dijo que Liberty Tower era el edificio más alto del mundo con un tamaño tan pequeño, con una proporción de área de piso de 30 a 1. La articulación del edificio consta de tres secciones horizontales similares a los componentes de una columna, a saber, una base, un eje y un capitel. El edificio de piedra caliza está cubierto de terracota arquitectónica blanca con ornamentos elaborados.
La oficina legal del futuro presidente de los Estados Unidos, Franklin Delano Roosevelt, fue uno de sus primeros inquilinos comerciales después de que el edificio se inauguró en 1910. Poco después de la Primera Guerra Mundial, Sinclair Oil compró todo el edificio. En 1979, el arquitecto Joseph Pell Lombardi convirtió el edificio de uso comercial en apartamentos residenciales y lo renombró como "Liberty Tower", en una de las primeras conversiones de este tipo en Manhattan al sur de Canal Street. El edificio fue designado como un hito de la ciudad por la Comisión de Preservación de Monumentos de la Ciudad de Nueva York en 1982 y se agregó al Registro Nacional de Lugares Históricos (NRHP) en 1983. También es una propiedad que contribuye al Distrito Histórico de Wall Street, un distrito de NRHP creado en 2007.

## Sitio
La Liberty Tower se encuentra en el Distrito Financiero de Manhattan, en la mitad sur de una cuadra delimitada por Nassau Street al este, Liberty Street al sur, Liberty Place al oeste y Maiden Lane al norte. El edificio tiene una fachada de aproximadamente 25 m en Nassau Street, 18 m en Liberty Street, y 26 m en Liberty Place, así como una línea de lote al norte que mide aproximadamente 20 m de largo. Ninguno de estos lados es paralelo entre sí.
El terreno de la torre tiene un área total de 483 m² . La Liberty Tower está rodeada por numerosos edificios, incluido el Edificio del Banco de la Reserva Federal de Nueva York al este, 28 Liberty Street al sureste, 140 Broadway al sur y el Edificio de la Cámara de Comercio de Nueva York al oeste.

## Diseño
La Liberty Tower fue diseñada por Henry Ives Cobb y construida por CL Gray Construction Company, con Atlantic Terra Cotta como contratista principal. Tiene 33 pisos de altura con una altura de techo de 117 m.  El edificio fue diseñado en estilneoo gótico inglés, y fue influenciado por las experiencias de Cobb en la École des Beaux-Arts y le Escuela de Chicago. Cobb pretendía que la Liberty Tower fuera "una torre que se eleva desde una base sólida y se hace más ligera hacia la parte superior".
La articulación de la Liberty Tower consta de tres secciones horizontales similares a los componentes de una columna, a saber, una basa, un fuste y un capitel. El edificio es independiente en los lados oeste, sur y este, que dan a las calles, mientras que el lado norte colinda con otros edificios y tiene una fachada de ladrillo blanco. Las fachadas independientes están cubiertas de terracota arquitectónica blanca adornada con pájaros, caimanes, gárgolas y otros temas fantasiosos. La terracota fue fabricada por Atlantic Terra Cotta Company, mientras que el ladrillo de porcelana mate de la fachada fue realizado por Sayre and Fisher Company.
La Liberty Tower, aunque más pequeña que otros rascacielos que se estaban construyendo en ese momento, fue una de las primeras estructuras de la ciudad de Nueva York en estar completamente revestida con terracota. También fue uno de los primeros rascacielos con jaula de acero que se construyó. Con una proporción de área de piso de más de 30: 1, se creía que la Liberty Tower era el rascacielos más delgado del mundo en el momento de su finalización. The New York Times, al informar sobre la conversión de la torre en un edificio residencial en 1979, dijo que muy pocos edificios tenían proporciones de área de piso más altas porque la proporción de Liberty Tower era 50 % más alta de lo permitido por el código de zonificación de la ciudad de Nueva York en 1979.

### Fachada

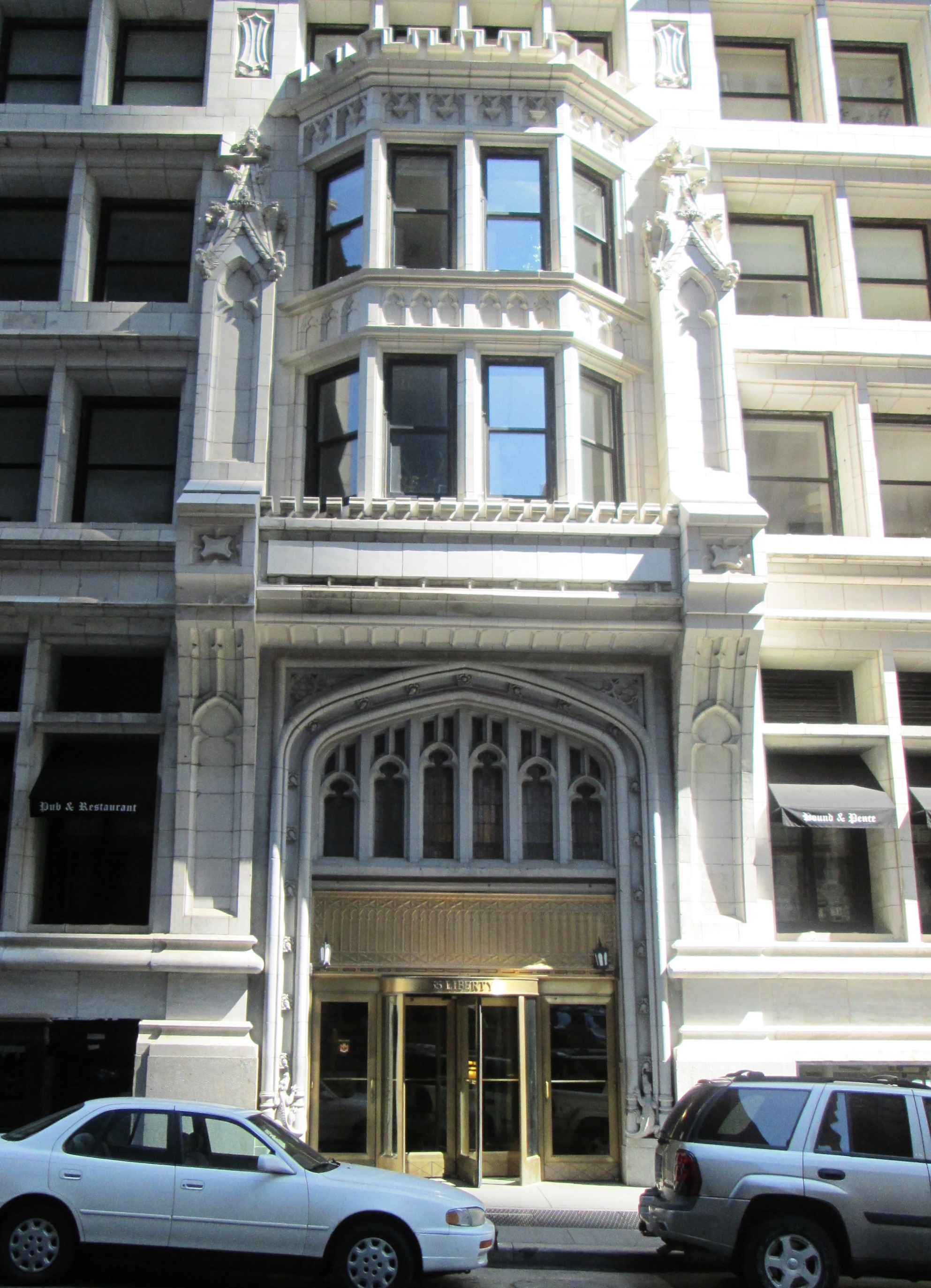
Entrada principal

La elevación principal está en Liberty Street, que se divide en tres tramos. Las elevaciones laterales en Liberty Place y Nassau Street, al oeste y al este respectivamente, tienen cinco tramos cada una. El sótano elevado tiene escaparates frente a las calles Liberty y Nassau. Los pisos primero y segundo consisten en la base, y hay un marcapiano que corre por encima de los segundos pisos. Los pisos tercero a quinto se tratan como pisos de transición, con dinteles en las enjutas sobre el tercer y cuarto pisos (excepto en el tramo central en Liberty Street), y una pequeña cornisa sobre las ventanas del quinto piso. En Liberty Street, la viga del segundo piso sobre el tramo central se eleva por encima de las vigas correspondientes en los tramos laterales. La entrada está debajo de la viga elevada, a través de un arco de estilo neotudor que tiene un conjunto de puertas de bronce y vidrio debajo de un travesaño de bronce. Del segundo al quinto piso del tramo central de Liberty Street hay una ventana salediza de tres lados de cuatro tramos de ancho. La tramo central está flanqueada por contrafuertes con paneles de cuatro pisos coronados por pináculos.
Desde el piso 6 hasta el 30, cada tramo tiene dos ventanas de guillotina en cada piso, con dos excepciones: el tramo situada más al sur en lugar de la libertad tiene tres ventanas de guillotina por piso, mientras que el tramo central de la calle Liberty tiene dos pares de ventans doble colgantes por piso. Hay cornisas sobre los pisos 22, 23, 26, 27 y 28, siendo la del piso 27 más elaborada y en un voladizo más marcado que las demás. Las cornisas sobre el piso 26 y 27 son discontinuas; no se extienden a través del tramo central en Liberty Street, ni a través de la segunda o cuarta tramos en Liberty Place y Nassau Street. Las tramos están separadas por pilares verticales, que son planos entre los pisos 5 y 23, y se redondean entre los pisos 24 y 30.
En el piso 30, pilastras rodean el lado exterior de las columnas de la pared. El techo de cobre se eleva 20 m encima del piso 30. La tramo central de la fachada de Liberty Street tiene una gran buhardilla en el techo, al igual que los tramos segundo y cuarto en Liberty Place y Nassau Street.

### Características estructurales

#### Cimentación
Los cimientos de la Liberty Tower se excavaron con pozos de cimentación hundidos a 29 m profundamente a través de las capas de arenas movediza y alio hasta la roca madre subyacente. En el momento de la construcción, se decía que estos cimientos eran los segundos más profundos de cualquier edificio de la ciudad. Cada uno de los pozos de cimentación se hundió utilizando 68 t de lastre de hierro fundido, aunque hasta 363 t de fuerza podría aplicarse a un pozo de cimentación individual. Además de excavar los cimientos, los pozos de cimentación se utilizaron para excavar las arenas movedizas y la capa dura. Los ocho pozos de cimentación del interior del lote son cilíndricos y están hechos de planchas de acero con filo reforzado y tablero de hormigón. Los trece pozos del perímetro del lote son rectangulares y tienen cuatro lados verticales hechos de vigas cepilladas; tienen un filo de madera biselado con refuerzo de acero. Las cimas de los pozos de cimentación se cubrieron con un revestimiento horizontal apoyado en cimbra. Los pozos perimetrales se situaron juntos para impermeabilizar la cimentación.
Sobre los pozos de cimentación hay 21 pilares de hormigón que sostienen 24 columnas de acero. Cada una de las columnas interiores está unida a un pilar cilíndrico separado; las columnas de la pared se llevan sobre los pozos de cimentación en el perímetro del sitio. Una capa de mezcla de concreto de 61 cm y de mortero de cemento Portland de 15 cm se depositó encima de cada pozo de cimentación, sosteniendo los pilares de arriba. Los pilares fueron hechos de mezcla de hormigón depositado en formas desmontables. Los pilares se construyeron en dos tramos, separados por "collares" horizontales que los rodeaban. Tras la construcción de los pilares, el resto de los cimientos se excavó a mano a una profundidad de 11 m debajo de la acera para proporcionar espacio para las bóvedas del sótano. Los muros de los edificios adyacentes fueron apuntalados durante estas excavaciones. Las vigas de distribución, que sostenían las columnas de la superestructura, medían 11 m profundidad, ligeramente por debajo del piso del subsótano. Los muros de la bóveda al este y al sur estaban hechos de hormigón vertido a 38 cm espesor y reforzado con varillas verticales de 2 cm cuyos centros estaban espaciados a 15 cm distancia. La pared de la bóveda hacia el oeste estaba hecha de hormigón de 25 cm espesor y reforzado con vigas de 25 cm en I verticales, espaciadas entre 0,9 y 1,2 m.

#### Superestructura

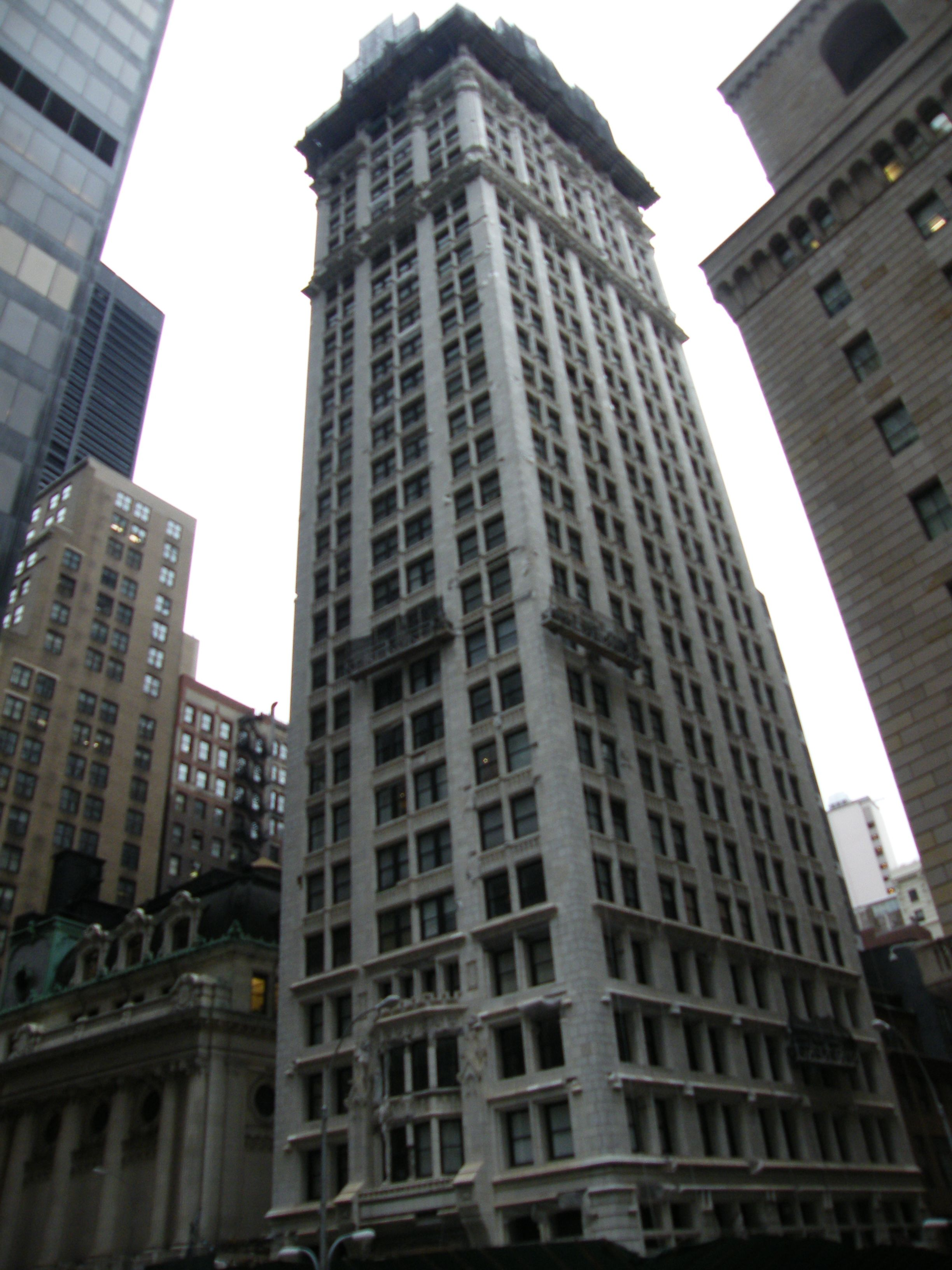
Vista desde las calles Liberty y Nassau

La superestructura es ignífuga y de metal, ejerciendo un peso vivo y muerto total de 19 050 t sobre los cimientos. Hay 24 columnas en total: una sobre cada uno de los ocho pilares interiores, dos sobre cada uno de los pilares de las esquinas, tres sobre cada uno de los pilares en los lados oeste y este, y dos sobre vigas en voladizo que se extienden hasta los pilares en el norte. línea de lote. Cada una de las columnas lleva una carga de entre 525 y 1266 t y están conectados a los pilares a través de rejillas de vigas en I en la parte superior de los pilares. Las vigas enjutas miden 91 cm profundidad por debajo del quinto piso y 61 cm profundidad por encima de ese piso.

### Interior
La entrada principal tiene revestimientos de mármol y originalmente tenía un techo abovedado cubierto con un mural. Las paredes de ambos lados contenían murales: un lado tenía representaciones de Spring, Youth and Ambition (Primavera, juventud y ambición), mientras que el otro tenía Autumn, Age and Achievement (Otoño, edad y logros). También había una figura central que representaba a William Cullen Bryant, editor del New York Evening Post, el periódico cuya sede ocupó el sitio de Liberty Tower en el siglo XIX. Los murales se eliminaron a finales del siglo XX. Hay cinco ascensores de pasajeros dentro del edificio. La escalera del edificio y los ascensores están agrupados en la pared norte del vestíbulo.
En sus orígenes la Liberty Tower era de oficinas. Según el desarrollador Liberty-Nassau Building Company, la clientela original se limitaba a empresas e individuos en finanzas o derecho, así como a grandes corporaciones. La empresa se ofreció a reorganizar las configuraciones de los pisos para las necesidades de los inquilinos. Se utilizaron bloques de yeso Keystone para dividir el interior en particiones ignífugas. En la configuración original, el piso 31 era un ático, el piso 32 era la residencia del superintendente y el piso 33 era un piso de tanque.
Desde la conversión residencial, el edificio tiene 86 unidades residenciales cooperativas. El penthouseocupa el piso 31 y un entrepiso sobresaliente, y tiene cuatro dormitorios, tres dormitorios y una escalera de caracol. El penthouse fue originalmente el ático, con techos empinados y tuberías mecánicas a través de muchas habitaciones. Sin embargo, la unidad más alta del edificio es el piso 32, que es más pequeño debido al estrechamiento del techo.

## Historia
Entre 1853 y 1875, antes de la construcción de la Liberty Tower, un edificio de siete pisos en el sitio de la Liberty Tower albergaba las oficinas del New York Evening Post. Este edificio se conocía como el Edificio Bryant, en honor a William Cullen Bryant, el editor del New York Evening Post y también se le apodaba la "Torre de China" porque su fachada era de "ladrillo con cara de porcelana". La propiedad de la estructura cambió varias veces a fines del siglo XIX, y el edificio se transfirió a Parke Godwin en 1881 ya Bryant Building Company (de la cual Parke Godwin formó parte) en 1883.

### Construcción
The Bryant Building Company, en nombre de la finca Parke Godwin, vendió el sitio a C. L. Gray Construction Company en enero de 1909 por 1,2 millones dólares. The Grey Construction Company actuaba en nombre de un grupo de inversores de San Luis. Estos formaron un sindicato llamado Liberty-Nassau Building Company, y contrataron a Cobb, un arquitecto del Medio Oeste, para diseñar un edificio especulativo de 30 pisos aún sin nombre en el sitio. En abril de 1909, Cobb presentó planos para el edificio, que iba a ser construido por Gray Construction Company. Debido a que las oficinas de Bryant habían ocupado el sitio anteriormente, el nuevo edificio también se conocía durante la construcción como Bryant Building, aunque el nombre se cambió a Liberty Tower cuando se terminó el rascacielos.
Para ayudar a la demolición del edificio más antiguo, se construyó un camino de entrada a través de su primer piso, se instalaron dos conductos de basura desde el camino de acceso hasta la parte superior del edificio antiguo, y se instalaron dos conductos más fuera de la fachada de Liberty Street. Posteriormente, se quitó la moldura de cada piso, luego el yeso y finalmente las paredes de ladrillo. El antiguo edificio se retiró en 30 días y comenzaron los trabajos de cimentación de la nueva estructura. El trabajo de la fundación comenzó en mayo de 1909 y terminó en octubre.
Moses Greenwood, uno de los inversores de San Luis que había promovido el proyecto, estaba desarrollando simultáneamente otros proyectos y finalmente se encontró con problemas financieros. Dos hipotecas por un total de 1,7 millones de dólares se habían colocado en el edificio: 1,3 millones de dólares  en la primera hipoteca de la Title Guarantee and Trust Company y una segunda hipoteca de 400 000 dólares en manos de Bryant. Los desarrolladores entraron en mora en noviembre de 1910, cuando el edificio estaba casi terminado; el mes siguiente, Harold Gray presentó una demanda de ejecución hipotecaria contra Liberty-Nassau Building Company. A fines de diciembre de 1910, la propiedad se transfirió a un administrador judicial llamado Maurice Deiches, quien fue designado para completar y asegurar el edificio y contratar a un agente de alquiler. En ese momento, se alquiló un tercio del edificio, que aún estaba en gran parte sin terminar, con pisos y divisiones de oficinas faltantes.

### Uso como oficina
En marzo de 1911, los ingresos por alquiler casi se habían duplicado con respecto a los niveles de diciembre de 1910, y se cancelaron dos hipotecas. Además, el sindicato que controlaba el edificio había sacado 1,6 millones de dólaresde préstamo de la Metropolitan Life Insurance Company. Se planeó una subasta de ejecución hipotecaria para julio de 1911, pero se canceló cuando el control del edificio se transfirió a otra empresa en junio. El bufete de abogados del futuro presidente estadounidense Franklin D. Roosevelt fue uno de sus primeros inquilinos comerciales. Otros inquilinos incluían la People's Surety Company de Nueva York, así como la Grey Construction Company. El edificio se consideró "bien alquilado" en 1916, pero Liberty-Nassau Building Company todavía tenía problemas financieros. Ese año, Title Guarantee and Trust presentó una demanda de ejecución hipotecaria contra Liberty-Nassau, y el edificio se vendió en una subasta por 1,8 millones de dólares a Garden City Company, que tenía la segunda hipoteca.
En 1917, se alquiló una oficina como cobertura para los espías alemanes que buscaban evitar la intervención de Estados Unidos en la Primera Guerra Mundial. La trama implicó un intento de llevar a Estados Unidos a una guerra de distracción con México y Japón. Fue expuesto el 1 de marzo de 1917, con informes noticiosos de un telegrama interceptado decodificado por criptógrafos británicos conocido como el Telegrama Zimmermann, lo que llevó al presidente Woodrow Wilson a declarar la guerra a Alemania un mes después.
Sinclair Oil Corporation compró toda la Liberty Tower en 1919 por casi 2,5 millones de dólares. En ese momento, la empresa se encontraba en Equitable Building en 120 Broadway, y el presidente de la empresa, Harry Ford Sinclair, declaró que la empresa deseaba más espacio del que estaba disponible para alquilar en el Distrito Financiero. Después de la compra, la Liberty Tower fue conocida como Sinclair Oil Building hasta 1945. Mientras estaba en el edificio, Sinclair formuló los acuerdos con la administración Warren G. Harding que llevaron al escándalo Teapot Dome de los años 1920. Después de la construcción del Rockefeller Center en Midtown Manhattan, Sinclair Oil se mudó al Rockefeller Center en 1935, y la familia Rockefeller adquirió la Liberty Tower. Leonard J. Beck compró la Liberty Tower en 1945 por alrededor de 1,3 millones de dólares. En noviembre siguiente, Beck revendió el edificio a Liberty-Nassau Corporation. Se vendió de nuevo a Ronor Realty Corporation en noviembre de 1947; en ese momento, había 100 inquilinos que pagaban 300 000 dólares al año en alquiler.

### Conversión residencial
La Liberty Tower fue comprada por G. T. Properties por 1 millón de dólares en 1978, momento en el que estaba vacío en dos tercios. A partir de 1979, la Liberty Tower se convirtió del uso de oficinas en un edificio residencial. La conversión, dirigida por el arquitecto Joseph Pell Lombardi (uno de los directores de G. T. Properties), se convirtió en una de las primeras conversiones de este tipo en Manhattan al sur de Canal Street, y una de las conversiones más altas del mundo. Todas las unidades de vivienda recién convertidas estaban sin muebles, sin cocinas, baños o tabiques interiores. La renovación, completada en 1980, se benefició con unas vacaciones fiscales de tipo J-51. Lombardi conservó un apartamento en la totalidad del piso 29, en las antiguas salas de juntas de Sinclair Oil. La Liberty Tower fue designada un hito de la ciudad de Nueva York en 1982, y se agregó al Registro Nacional de Lugares Históricos el 15 de septiembre de 1983. La fachada deteriorada fue restaurada por 6 millones de dólares en los años 1990, y a los residentes se les cobró un promedio de 55 000 dólares. Algunos residentes no pudieron pagar su parte de la restauración y vendieron sus unidades.
El edificio fue dañado por el colapso del World Trade Center a unos 201 m al oeste el 11 de septiembre de 2001. Las reparaciones anteriores a la fachada no habían sido extensas, y LZA Technology publicó un informe en septiembre de 2003 que mostraba que las secuelas de los ataques del 11 de septiembre causaron daños importantes. Las fugas de agua habían provocado la oxidación de la estructura de acero interior, lo que a su vez expandió las vigas de acero y, por lo tanto, las grietas preexistentes. El edificio recibió 450 000 dólares en pagos de seguros, pero las renovaciones reuirieron 4,6 millones de dólares adicionales, con un promedio de 54 000 dólares  para cada uno de los 86 apartamentos. Aproximadamente la mitad de los residentes optaron por pagar su parte de la renovación por adelantado, mientras que la otra mitad pagó en cuotas durante cinco años. Se llevó a cabo una restauración del edificio de 2007 a 2009. Durante el proceso, se repararon o reemplazaron 202 esculturas en la fachada y 3200 bloques de terracota, mientras que otros 1040 bloques de terracota se sometieron a reparaciones menores. La restauración costó 10 millones de dólares. En 2007, la Liberty Tower fue designada como propiedad contribuyente al distrito histórico de Wall Street, un distrito de NRHP.

## Recepción de la crítica
Cuando se completó la Torre de la Libertad, un crítico anónimo en la revista Architecture elogió el uso del estilo neogótico para las líneas verticales de la fachada. También elogiaron 90 West Street y Liberty Tower por el uso de "un techo alto inclinado para completar la estructura", diciendo que "esta es una terminación más deseable que una plataforma plana simple".